# Люмінесценція
Люмінесце́нція  (англ. luminescence, нім. Lumineszenz f) — нетеплове спонтанне випромінювання світла збудженою речовиною. Яскравість речовини, що люмінесціює, є вищою за яскравість теплового випромінювання чорного тіла з тією самою температурою у тому ж самому спектральному діапазоні. Тому люмінесценцію також називають холодним світлом. Речовина, у якій спостерігається люмінесценція, називається люмінофором.

## Історія
Вперше була відкрита Ніколасом Монардесом (1565) завдяки залученню досвіду ацтеків у галузі ботаніки, пояснення ж самого явища вперше зробив Хосе де Акоста (1590).

## Природа явища
Люмінесценція  — випромінювання збудженими молекулами абсорбованої ними енергії з електронного чи коливального збудженого стану, який не є в термічній рівновазі з середовищем. При цьому випромінювання відбувається протягом часу після поглинання енергії молекулою, не коротшого, ніж період світлових хвиль. Люмінесцентне випромінювання виникає внаслідок квантових переходів атомів, іонів, молекул зі збудженого стану в основний чи менш збуджений, тому кожен атом, іон чи молекула люмінофора є центром люмінесценції. При збудженні речовини тим чи іншим способом, її молекули (у випадку газу чи рідини) переходять у високоенергетичні квантові стани. У випадку напівпровідників електрони переходять із валентної зони у вільні стани зони провідності, залишаючи у валентній зоні дірку. Збуджений стан може випромінити фотон негайно, повернувшись в основний стан або ж втратити частину енергії в результаті зіткнень. Процеси поступової втрати енергії збудженою частинкою називаються релаксацією. Релаксація продовжується, доки збуджена частка не прийде до стану, коли подальша поступова втрата енергії неможлива. Такі стани характерні для кожної речовини й визначають спектр люмінесценції. Збудження може існувати в такому стані лише певний час, а потім відбувається перехід до основного стану, який супроводжується випромінюваннями кванта світла — фотону. Кожен люмінофор характеризується своїм спектром люмінесценції, на який майже не впливає спосіб збудження.
Стоксів зсув — зсув спектра люмінесценції в область довших хвиль відносно
відповідного спектра поглинання. Звичайно вимірюється в
одиницях частоти як різниця між положенням на спектрі
максимума поглинання та люмінесценції, що виникають при
одному й тому ж електронному переході. Переважно довжина
хвилі люмінесценції є більшою, ніж довжина хвиль, що поглинаються. У випадку, коли спостерігається обернена залежність, зсув називають антистоксівським.

## Класифікація видів люмінесценції
За механізмом розрізняють такі різновиди люмінесценції: резонансну, спонтанну, вимушену та рекомбінаційну.
За типом збудження розрізняють такі види люмінесценції:
- Фотолюмінесценція  — спостерігається при збудженні речовини світлом.
- Електролюмінесценція — виникає при збудженні речовини електричним струмом.
- Катодолюмінесценція — спостерігається при збудженні швидкими електронами.
- Кріолюмінесценція — виникає при швидкому заморожуванні речовини.
- Радіолюмінесценція — виникає при збудженні іонізуючим випромінюванням.
- Рентгенолюмінесценція.
- Термолюмінесценція — виникає при нагріванні, не плутати з тепловим випромінюванням.
- Хемолюмінесценція — виникає внаслідок хімічних реакцій.
- Хімічно індукована електроннообмінна люмінесценція (скорочено ХІЕОЛ, інша назва — каталізована хемілюмінесценція) — тип люмінесценції, що виникає при термічних реакціях електронного переносу.
- Ексиплексна люмінесценція.
- Ексимерна люмінесценція.
- Механолюмінесценція — виникає під певним механічним впливом на речовину
  - Триболюмінесценція — виникає при розтиранні, роздавлюванні або розколюванні кристалів.
  - П'єзолюмінесценція[en] — виникає при пружніх деформаціях твердого тіла.
  - Сонолюмінесценція — спричинена звуковими хвилями в рідині.

За масштабом часу, який триває люмінесценція після збудження речовини, розрізняють такі види:
- Флюоресценція  — короткотривала люмінесценція з характерним часом {\displaystyle \tau <10^{-6}} с.
- Фосфоресценція  — довготривала люмінесценція з характерним часом {\displaystyle \tau >10^{-4}} с та випромінюванням на зміненій частоті.
- Сповільнена люмінесценція — люмінесценція, яка згасає повільніше, ніж цього можна було б очікувати виходячи зі швидкості розпаду емітуючого стану.

Точні кількісні критерії розмежування цих двох явищ визначити важко, проте знання механізму конкретного люмінесцентного процесу дозволяє чітко їх розрізнити — при фосфоресценції відбувається зміна мультиплетності молекули (звичайно це перехід з триплетного стану до синглетного), при флюоресценції спін, а відтак і мультиплетність не змінюються. Проте такий прозорий критерій розрізнення є загально прийнятим лише серед фахівців з молекулярної спектроскопії; науковці, що займаються іншими системами, зокрема атомною спектроскопією, не завжди його дотримуються: так, одна з найважливіших для фотохімії лінія випромінювання ртуті 253,7 нм відповідає переходу 3P1→1S0 і за цим критерієм є фосфоресцентною лінією, проте фахівці з атомної спектроскопії так її не називають.
Світіння в живих організмах називають біолюмінесценцією.

## Експериментальне дослідження люмінесценції
Вивчення люмінесценції — один із головних методів оптичної спектроскопії. Вивчають звичайно спектр випромінювання, спектр збудження й кінетику згасання люмінесценції. Існує також метод термостимульованої люмінесценції, коли речовину опромінюють при низькій температурі, за якої процеси релаксації збуджень затримані, а потім її повільно підігрівають і вона починає світитися при певній температурі.
При зміні температури відбувається температурний ефект, що проявляється у зміні параметрів люмінесценції.

## Використання
Широко використовують в електропроменевих приладах, світлотехніці, дефектоскопії та люмінесцентному аналізі, при люмінесцентній сепарації корисних копалин.
Люмінесценція мінералів є їх важливою діагностичною ознакою і її використовують для пошуку та оцінки родовищ корисних копалин. Електролюмінесценцію використовують у люмінесцентних лампах та світлодіодах. У електронно-променевих трубках, які ще донедавна використовували у телевізорах та дисплеях, люмінесценція збуджується потоком електронів. У ядерній фізиці використовують сцинтиляційні детектори, в яких люмінесценцію викликають швидкі заряджені частинки.